# Pescia (stacja kolejowa)
Pescia (włoski: Stazione di Pescia) – stacja kolejowa w Pescia, w prowincji Pistoia, w regionie Toskania, we Włoszech. Stacja znajduje się na linii Florencja - Viareggio. 
Według klasyfikacji RFI posiada kategorią srebrną.
Stacja posiada 3 tory, z których dwa są używane do przewozu pasażerów. Peron 1 jest rzadko używany. Istnieją zadaszenie na peronach oraz przejście podziemne, łączące oba perony.

## Historia
Otwarta została w 1848 roku.

## Linie kolejowe
- Maria Antonia